# Igreja de Quinchao
A Igreja de Quinchao (castelhano: Iglesia de Quinchao) está localizada na comuna de Quinchao, na província de Chiloé, na região de Los Lagos, no Chile. É uma das principais paradas em um caminho de peregrinação em Chiloé.
É uma das 16 igrejas de Chiloé, um Patrimônio Mundial da UNESCO (desde 30 de novembro de 2000) e foi declarado um dos Monumento Nacional do Chile em 26 de julho de 1971.
A santa padroeira da igreja é Nossa Senhora da Graça, cujo dia de festa é comemorada em 8 de dezembro. Neste dia, centenas de pessoas se reúnem na vila de Quinchao para participar do Festival Nossa Senhora da Graça, um dos festivais religiosos mais importantes no arquipélago de Chiloé.  Este é o principal festival religioso do arquipélago depois do de Jesus de Nazaré em Caguach.
Esta igreja lidera uma das 24 paróquias que formam a diocese de Ancud. 

## Localização
A Igreja possui uma esplanada frontal que serve como um amplo átrio. Corre paralelo ao mar, a cerca de um quarteirão da costa. 

## Construção
A construção da igreja como estava originalmente concluída em 1880, usando madeira de cipreste , canelo e avellano .  A igreja passou por inúmeras restaurações, particularmente nos anos de 1906, 1960, 1993 e, mais recentemente, em 2010.  Esta igreja e a Igreja de Santa Maria de Loreto, Achao, são as únicas igrejas que restam daquelas construídas. pelos jesuítas . 
É a maior igreja de Chiloé, medindo 52,8 metros de comprimento e 18,4 metros de largura. A torre atinge 18,3 metros de altura. 

## História
O local da igreja foi estabelecido em 1605 e referido antes de 1767.  Em 1906, os corredores externos da Igreja foram eliminados. Na década de 1960, uma área na parte traseira foi eliminada. A restauração da Igreja foi realizada em 1993. 
Foi declarado Patrimônio Mundial da UNESCO em dezembro de 2000. 

## Reconstrução
A Igreja havia se deteriorado a tal ponto que foi fechada em 2006. Ninguém podia entrar por medo de que entrasse em colapso total. Foi a primeira entre as igrejas de Chiloé a ser completamente restaurada. A restauração incluiu a colocação de uma fundação de concreto. Vigas de madeira de coigüe e uma nova estrutura estrutural para o piso de madeira foram instaladas. Mais de 80% da madeira estruturalmente significativa teve que ser trocada, mas 95% da madeira existente foi reutilizada. 90.000 telhas de lariço foram instaladas. 
Em suas encarnações anteriores, a Igreja era feita principalmente de coigüe, ulm e cipreste. Restaurado, há muito mais larício e madeira mañío. A restauração ocorreu entre 1995 e 1997. Em 2006, houve um investimento significativo em mais restaurações, de modo que a torre foi demolida para uma reconstrução meticulosa. 
Em 2012, a comunidade da Igreja e a Fundação Amigos das Igrejas de Chiloé (Amigos das Igrejas de Chiloé) receberam um prêmio de conservação por seu trabalho de restauração da igreja do Conselho Nacional de Monumentos pelas duas etapas de restauração ocorridas em 2007–2008 e 2009–2010. Patricia Mondaca foi a arquiteta-chefe do projeto.